# Бессарабка (Рибницький район)
Бессарабка (рос. Бессарабка; рум. Basarabca) — село в Рибницькому районі в Молдові (Придністров'ї). 
Згідно з переписом населення 2004 року у селі проживало 23,7% українців. 